# Obour
 (août 2023).
La mise en forme du texte ne suit pas les recommandations de Wikipédia : il faut le « wikifier ».
Les points d'amélioration suivants sont les cas les plus fréquents :
- Les titres sont pré-formatés par le logiciel. Ils ne sont ni en capitales, ni en gras.
- Le texte ne doit pas être écrit en capitales (les noms de famille non plus), ni en gras, ni en italique, ni en « petit »…
- Le gras n'est utilisé que pour surligner le titre de l'article dans l'introduction, une seule fois.
- L'italique est rarement utilisé : mots en langue étrangère, titres d'œuvres, noms de bateaux, etc.
- Les citations ne sont pas en italique mais en corps de texte normal. Elles sont entourées par des guillemets français : « et ».
- Les listes à puces sont à éviter, des paragraphes rédigés étant largement préférés. Les tableaux sont à réserver à la présentation de données structurées (résultats, etc.).
- Les appels de note de bas de page (petits chiffres en exposant, introduits par l'outil «  Source ») sont à placer entre la fin de phrase et le point final[comme ça].
- Les liens internes (vers d'autres articles de Wikipédia) sont à choisir avec parcimonie. Créez des liens vers des articles approfondissant le sujet. Les termes génériques sans rapport avec le sujet sont à éviter, ainsi que les répétitions de liens vers un même terme.
- Les liens externes sont à placer uniquement dans une section « Liens externes », à la fin de l'article. Ces liens sont à choisir avec parcimonie suivant les règles définies. Si un lien sert de source à l'article, son insertion dans le texte est à faire par les notes de bas de page.
- La présentation des références doit suivre les conventions bibliographiques. Il est recommandé d'utiliser les modèles {{Ouvrage}}, {{Chapitre}}, {{Article}}, {{Lien web}} et/ou {{Bibliographie}}. Le mode d'édition visuel peut mettre en forme automatiquement les références.
- Insérer une infobox (cadre d'informations à droite) n'est pas obligatoire pour parachever la mise en page.

Pour une aide détaillée, merci de consulter Aide:Wikification.
Si vous pensez que ces points ont été résolus, vous pouvez retirer ce bandeau et améliorer la mise en forme d'un autre article.
Vous pouvez aider à l'améliorer ou bien discuter des problèmes sur sa page de discussion.
Obour ( arabe : مدينة العبور prononcé : [mæˈdiːnɪt el ʕʊˈbuːɾ] , signifiant « La Traversée ») est une ville du gouvernorat de Qalyubiya, à environ 35 kilomètres au nord-est du Caire. La ville compte environ 700 000 habitants. Elle doit son nom au passage («obour» en arabe) de la ligne Bar Lev par l'armée égyptienne lors de la guerre du Yom Kippour en 1973.
Il s'agit l'une des 16 nouvelles zones urbaines du Grand Caire. Elle est également désignée zone industrielle et abrite un certain nombre d’usines.

## Planification urbaine
La ville d'El-Obour est considérée comme une ville de deuxième génération et a été créée par la décision du Premier ministre n° (1608) en 1990 et elle est affiliée à la géographie et à l'administration du gouvernorat, l'un des gouvernorats du Grand Caire.
La superficie du cluster urbain est de 12 500 acres et la superficie totale est de 16 000 acres. Il est attendu que la population de la ville atteigne 500 000 personnes une fois sa croissance terminée. En 2021 elle est officiellement de 138 987 habitants.
Les autorités ont mis en place des sociétés d'investissement et complexes touristiques, ainsi que des projets pilotes tels que le projet de logement Moubarak, le projet de logement Future Society et des projets de logements familiaux gratuits.
La zone d'activité de service est de 3,2 mille acres, car l'urbanisme fournit à la ville des parcelles de divers services (éducatifs - sanitaires - culturels - religieux - de divertissement - commerciaux). Les autorités ont construit 74 bâtiments de services avec des investissements de 322,5 millions de livres, dont l'Obour Autorité municipale. En plus du nombre de 169 bâtiments de services non gouvernementaux.

## Infrastructure
La ville est alimentée en eau potable provenant de la station d'épuration actuelle d'une capacité de 660 mille m3/jour et d'une station de puits d'une capacité de 38 mille m3/jour. Les réseaux d'eau ont été construits sur une longueur de 862 km.
Des réseaux d'égouts ont été réalisés sur une longueur de 562 km. Avec des investissements de 866,6 millions de livres tant pour l'eau potable que pour l'assainissement.
Les réseaux électriques ont été construits sur une longueur de 4.689 km. Avec des investissements de 705,5 millions de livres.

## Économie
La ville d'Obour est une ville industrielle majeure, avec une zone d'activité industrielle de 3,7 mille acres. Les 432 usines productives, avec des investissements de 4,69 milliards de livres, offrent 34,4 mille emplois. Les 552 usines sont en construction avec des investissements de 1,2 milliard de livres et 19,5 mille offres d'emploi. Les autorités fournissent également des terrains industriels, des terrains d'entrepôt et des terrains pour les petits ateliers.
Les activités industrielles de la ville sont : Industries mécaniques et électriques - industries alimentaires - bois et ameublement - plastique - papier - fils et tissus - matériaux de construction - métallurgie et mécanique - chimique et pharmaceutique - prêt-à-porter.

## Climat
Le système de classification climatique de Köppen-Geiger classe son climat comme désert chaud (BWh), qui est très similaire à sa zone voisine du Caire et du reste de l'Égypte. 
| Mois                              | jan. | fév. | mars | avril | mai  | juin | jui. | août | sep. | oct. | nov. | déc. | année |
| --------------------------------- | ---- | ---- | ---- | ----- | ---- | ---- | ---- | ---- | ---- | ---- | ---- | ---- | ----- |
| Température minimale moyenne (°C) | 8    | 8,5  | 10,5 | 13,3  | 16,6 | 16,6 | 19,5 | 21,3 | 19,5 | 17,3 | 14,1 | 9,6  | 14,9  |
| Température moyenne (°C)          | 13,4 | 14,6 | 17,2 | 20,7  | 24,6 | 27,1 | 27,9 | 28   | 25,9 | 23,7 | 19,8 | 15,1 | 21,5  |
| Température maximale moyenne (°C) | 18,8 | 20,7 | 24   | 28,4  | 32,7 | 34,8 | 35,1 | 34,8 | 32,3 | 30,1 | 25,5 | 20,6 | 28,2  |
| Précipitations (mm)               | 6    | 3    | 4    | 1     | 0    | 0    | 0    | 0    | 0    | 1    | 3    | 6    | 24    |